# Mauritania Airways
Mauritania Airways S.A. fue una aerolínea con base en Mauritania. 
La compañía fue fundada en diciembre de 2006, y efectuó su primer vuelo el 7 de noviembre de 2007. Reemplazó a Air Mauritanie, la antigua aerolínea nacional, que venía sufriendo severos problemas económicos y fue finalmente liquidada en octubre de 2007. La nueva aerolínea fue una unión de compañías de nacionalidades mauritana y tunecina - Tunisair poseía el 51%, el ejecutivo mauritano Mohamed Ould Bouamatou poseía el 39%, y el gobierno de Mauritania poseía el 10%.
Mauritania Airways en el momento del cese de operaciones poseía un ATR 42-300 de la filial de Tunisair, SevenAir. y dos Boeing 737-700

## Destinos
En enero de 2010, Mauritania Airways ofrecía vuelos regulares a los siguientes destinos:
África
- Benín
  - Cotonú - Aeropuerto Cadjehoun
- Cabo Verde
  - Praia - Aeropuerto Internacional Nelson Mandela
- Costa de Marfil
  - Abiyán - Aeropuerto Port Bouet
- Gambia
  - Banjul - Aeropuerto Internacional de Banjul
- Mali
  - Bamako - Aeropuerto Internacional Senou
- Mauritania
  - Nuakchot - Aeropuerto Internacional de Nuakchot hub
  - Nouadhibou - Aeropuerto Internacional de Nouadhibou
- Níger
  - Niamey - Aeropuerto de Niamey
- República del Congo
  - Brazzaville - Aeropuerto Maya-Maya
- Senegal
  - Dakar - Aeropuerto Internacional de Dakar-Yoff-Léopold Sédar Senghor
  - Ziguinchor - Aeropuerto de Ziguinchor
- Túnez
  - Túnez - Aeropuerto Internacional de Túnez-Cartago

Europa (los vuelos fueron suspendidos tras la prohibición de operación de la Unión Europea)
- Francia
  - París - Aeropuerto de París-Orly
- España
  - Las Palmas - Aeropuerto de Gran Canaria

## Flota
La flota de Mauritania Airways antes de su cierre consistía de las siguientes aeronaves (a diciembre de 2010):